# National Advanced Driving Simulator

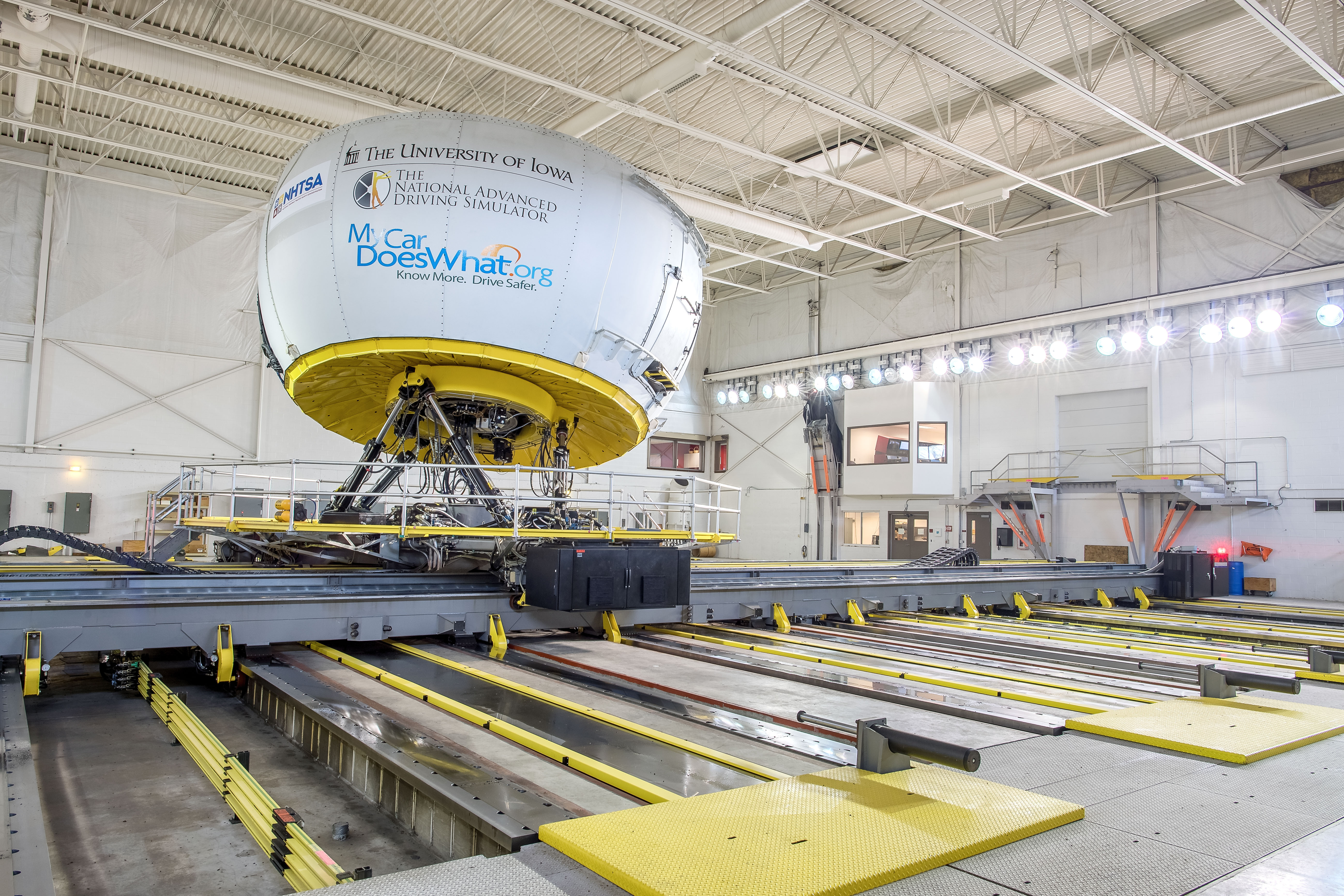
National Advanced Driving Simulator

Le National Advanced Driving Simulator (NADS) est un simulateur de conduite en service aux États-Unis d'Amérique.

## Historique
Ce simulateur de conduite destiné aux études sur le comportement du conducteur a été construit de 1993 à 2001 sur la demande de la National Highway Traffic Safety Administration.
Mis en service en 2001 à l'université d'Iowa, il comporte un dôme de 7 mètres de diamètre qui contient le véhicule simulé autour duquel est projetée la scène virtuelle sur 360°. Ce dôme qui peut tourner sur lui-même sur 330° avec 9 degrés de liberté, est placé sur une plate-forme hexapode et l'ensemble sur deux chariots capables de translations longitudinales et latérales d'environ 20 mètres.
Jusqu'en novembre 2007, il était le plus grand simulateur de conduite du monde par ses dimensions. Il est maintenant détrôné par celui de Toyota, qui utilise les mêmes solutions techniques avec des courses plus longues atteignant 30 mètres.